# イリオモテヤマネコ
イリオモテヤマネコ（西表山猫、Prionailurus bengalensis iriomotensis）は、ネコ科ベンガルヤマネコ属に分類される、ベンガルヤマネコの亜種である。
1965年、八重山列島の西表島で発見された。20世紀に入って発見された中型以上の哺乳類は稀有であり、また当初はネコ類でも原始的な形質を有する新属・新種と発表されたこともあってその発見は大きく取り上げられた。しかし、現在は遺伝情報の分析により、独立種ではなく、アジア東部に生息するベンガルヤマネコの亜種に分類されている（ベンガルヤマネコに似ていること自体は、当初から指摘されていた）。国の特別天然記念物に指定されている。

## 分布
日本列島（西表島）の固有亜種。
西表島は面積が290平方キロメートルほどで、これはヤマネコの住む島としては（またヤマネコの生息域としても）世界最小。
分布域内では、主に標高200メートル以下にあるスダジイやカシからなる亜熱帯もしくは暖帯の森林に生息する。河川の周辺や低湿原、林縁などを好む。

## 形態

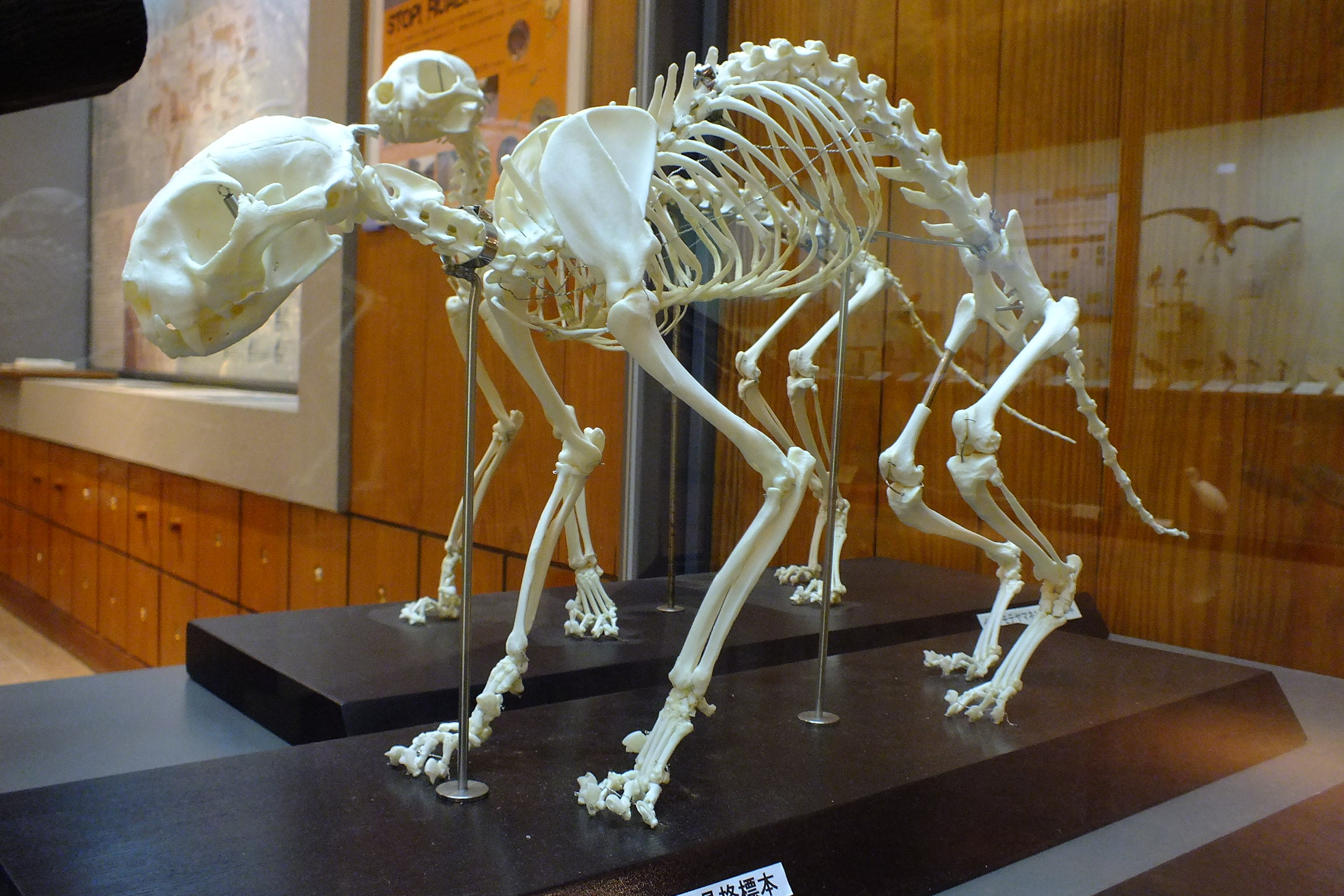
イリオモテヤマネコの骨格標本（西表野生生物保護センター）

体長はオス 55-60センチメートル、メス 50-55センチメートル、体重はオス 3.5-5キログラム、メス 3-3.5キログラムと、オスの方がメスより少し大きい。尾は先端まで太く、尾長は23-24センチメートル。胴が長く、四肢は太く短い。
全身の地色は暗灰色や淡褐色で、腹部や四肢の内側はより淡く、あごは白色である。頭部の暗褐色の斑は頬に左右に2本ずつあり、他のベンガルヤマネコのように額から背面にかけて5-7本の縞模様が入るが、他のベンガルヤマネコとは違い肩の手前で途切れる。体側面には暗褐色の斑点、胸部には不規則に3-4本の帯模様が入る。尾全体は暗褐色であり、尾背面には不規則に暗褐色の斑点が入るが、尾腹面に斑紋が入らず、先端は暗色である。
耳介の先端は丸く黒色の毛で縁取られ、先端の体毛は房状に伸長しない。また成獣の耳の背面は白濁色の虎耳状斑とよばれる斑紋がある。この虎耳状斑は、他のベンガルヤマネコは幼獣の時から小さな白濁した斑があり、成長するにつれ白色になるが、イリオモテヤマネコは幼獣にはこの虎耳状斑は無く、成長しても白色にはならない。虹彩は淡い琥珀色である。吻端の体毛で被われない板状の皮膚（鼻鏡）は淡赤褐色をしており、大型で、鼻面も太い。肉球の幅はイエネコの24-30ミリメートルより大きく、29-37ミリメートルである。
頭骨はイエネコに比べて細長いが、他のベンガルヤマネコとは大きな違いはない。しかし、他のベンガルヤマネコよりも頭骨が厚く、その分脳の容量も小さく、脳の重量は他のベンガルヤマネコのオスの42グラムに対して、イリオモテヤマネコのオスは30グラムと小型である。後頭骨の突起と聴胞が接しない。下顎の縫合部が短い。歯列は門歯が上下6本、犬歯が上下2本、小臼歯が上下4本、大臼歯が上下2本の計28本で、ヤマネコなどのネコ類より上顎前臼歯が1対少ない。亜熱帯に生息する哺乳類には珍しく、歯に年輪ができることが確認され、これにより年齢別での行動分析などができるようになると期待されている。臭腺（肛門腺）は他のベンガルヤマネコを含む他のネコ類は肛門内にあるのに対し、イリオモテヤマネコは肛門を取り囲むように存在する。
遺伝的な差異がわずかであるにもかかわらず、このように形態的な差異が大きいことから、発見当時は新属新種とされた。

## 分類と系統

### 発見当時
1967年の学会発表時には、イリオモテヤマネコは食肉目ネコ科の新属イリオモテヤマネコ属の1属1種 Mayailurus iriomotensis とされた。今泉は世界のヤマネコの中でも特に原始的な特徴を形態に残すものと指摘、その点から約1000万年前の中新世から、約300万年前の鮮新世前期に出現した、化石群メタイルルス属 Metailurus と近縁な原始的な特徴を残した種であるとした。そういった観点から、イリオモテヤマネコの祖先は約300万年前に大陸から西表島などに分布域を広げたとした。一方で、他の専門家からはそれほど特殊なものではないとの見方が当初から強かった。それでも形態的差異の大きさから、遺伝子解析の技術が確立されるまでは、独立種と考えられていた。

### 現在
遺伝子解析による分子系統学の研究からは、独立種ではなくベンガルヤマネコの亜種とされている。核型や核内のリボソームRNAの制限酵素断片長、ミトコンドリアDNA内の12S リボソームRNAおよびチトクロムbの分子系統学的解析はベンガルヤマネコと一致あるいはほぼ一致し、非常に近縁（ネコ科他種における種内変異あるいは個体変異の範疇）と推定されている。チトクロムbの塩基置換速度および多様度からベンガルヤマネコの他亜種とは18-20万年前に分化したと推定され、海洋地質学でも2万-24万年前には琉球諸島および大陸間に断続的な陸橋があったと推定されていることからこの時期に侵入したと推定されている。本亜種内の遺伝的多様性は乏しいと推定されている。
さらにベンガルヤマネコ全体の遺伝的多様性を評価し12亜種を4亜種に整理するべきとする提案が2017年になされ、そこではイリオモテヤマネコはツシマヤマネコと同じ P. bengalensis euptilurus にまとめられている。これに基づき、レッドリストの作成にあたる国際自然保護連合種保存委員会(IUCN SSC)の専門家委員会は、イリオモテヤマネコを暫定的に P. b. euptilurus のシノニムとして扱っているが、環境省では形態学的な十分な差異が見られることから引き続き西表島の固有亜種という説を採っている。

## 生態
夜行性で、特に薄明薄暮時に活動する。昼間は樹洞や岩穴などで休む。1-7平方キロメートルの行動圏内で生活する。行動圏内にある石や切り株、藪などに糞尿をかけて縄張りを主張する。地表性だが、樹上に登ったり、水に入ったり、潜水することもある。

### 食性
食性は動物食で、哺乳類や鳥類、爬虫類、両生類、魚類、甲殻類などを、日に400-600グラム捕食する。他のヤマネコ類はネズミ類やウサギなどの小型哺乳類が主要な餌であるのに対し、西表島にはネズミ類やウサギなどの小型哺乳類が元来生息していない上にイリオモテヤマネコと競合するような肉食哺乳類が他には生息しておらず、生息環境や餌資源などの棲み分けが必要ないために、様々な生物を幅広く餌としている。
哺乳類ではクマネズミ、クビワオオコウモリ、リュウキュウイノシシの幼獣などを、鳥類ではカルガモ、オオクイナ、コノハズク、シロハラ、シロハラクイナ、爬虫類ではヘビ類や、キシノウエトカゲ、両生類ではサキシマヌマガエルなどを、その他、マダラコオロギ、カニなどを食べる。ツグミより大きい鳥を捕食する際、他のネコ類は羽毛をむしって食べるが、イリオモテヤマネコは大きな鳥類でも羽毛をむしらず丸ごと食べる。他の多くのネコ類のように脊髄を破壊して獲物をすぐに仕留めることはせず、動かなくなるまで咥え続ける。狩り場の中心は湿地や水辺であり、水に入って泳いだり潜水して水鳥や魚、テナガエビ類などを捕らえることもある。
糞分析の結果では、食料の中で出現率が多いのは、鳥類が約60%、クマネズミが約30%、昆虫類が約30%などであり、トカゲ類やカエル類は15-20%程度で、クビワオオコウモリの出現率は3-17%、リュウキュウイノシシなどの出現率は1%弱ほどである。その他の魚類や甲殻類の出現率は3-4%程度である。推定重量に対する出現率が多いのは水鳥類であり年間を通して60%前後、次いでクマネズミが年間を通して10-30%ほどを占める。
食性には季節による変化も見られ、クマネズミやカエル類は年間を通して捕食され、春から夏にかけてはトカゲ類、秋から冬にかけてはマダラコオロギやクビワオオコウモリが多くなる傾向にある。

### 繁殖
普段は夜行性もしくは薄明薄暮性であるが、繁殖期には日中も活動するようになる。繁殖期以外は単独で行動するが、繁殖期中の交尾期になるとつがいで行動するようになる。繁殖期は12月から3月にかけてであり、メスは繁殖期中に発情を何回か繰り返すが、発情のピークは1-2月頃である。2月下旬になると2週間程度の絶食期があり、その間はメスの発情が特にピークを迎え、オスとメスは常時行動を共にするようになり、この間に妊娠をすると考えられている。
繁殖形態は胎生で、4-6月に樹洞や洞窟などで1回に1-3匹の幼獣を産む。この出産や育児用の樹洞は、風通しがよく、乾燥した場所が選ばれる。
生まれた子供は約11ヶ月の間、メスに育てられる。幼獣は秋から冬にかけて独立し始めるが、数ヶ月から最大で数年の間、母親の行動圏にとどまる。生後20ヶ月で性成熟する。

### 行動圏と縄張り
イリオモテヤマネコの行動圏の面積は季節的な変化や個体差、地域差は見られるものの繁殖期には行動圏が狭くなり、平均的な行動圏はオスで1.5-4.9平方キロメートル、メスで0.85-2.75平方キロメートルである。この行動圏は他の個体の侵入を許さないことから、縄張りとほぼ同一と考えられている。オスとメスの行動圏は重複しており、オスの行動圏内に1-2匹のメスが生息している。通常は同じ性同士の行動圏は大きくは重複しないが、一部重複していることがある。この行動圏の重なりが占める場所は、狩り場となる場所が大きい。この行動圏内を狩りやマーキングをしながら、3-4日間かけて巡回していると考えられている。
若いオスや一部のオスは行動圏を持たず、島内を放浪しながら縄張りが空くのを待ち、定住しているオスがいない場所を見つけると、そこを縄張りとする。メスは幼獣を自分の縄張りに残し、次の繁殖期を迎えると新しく縄張りを形成する。

### 寿命

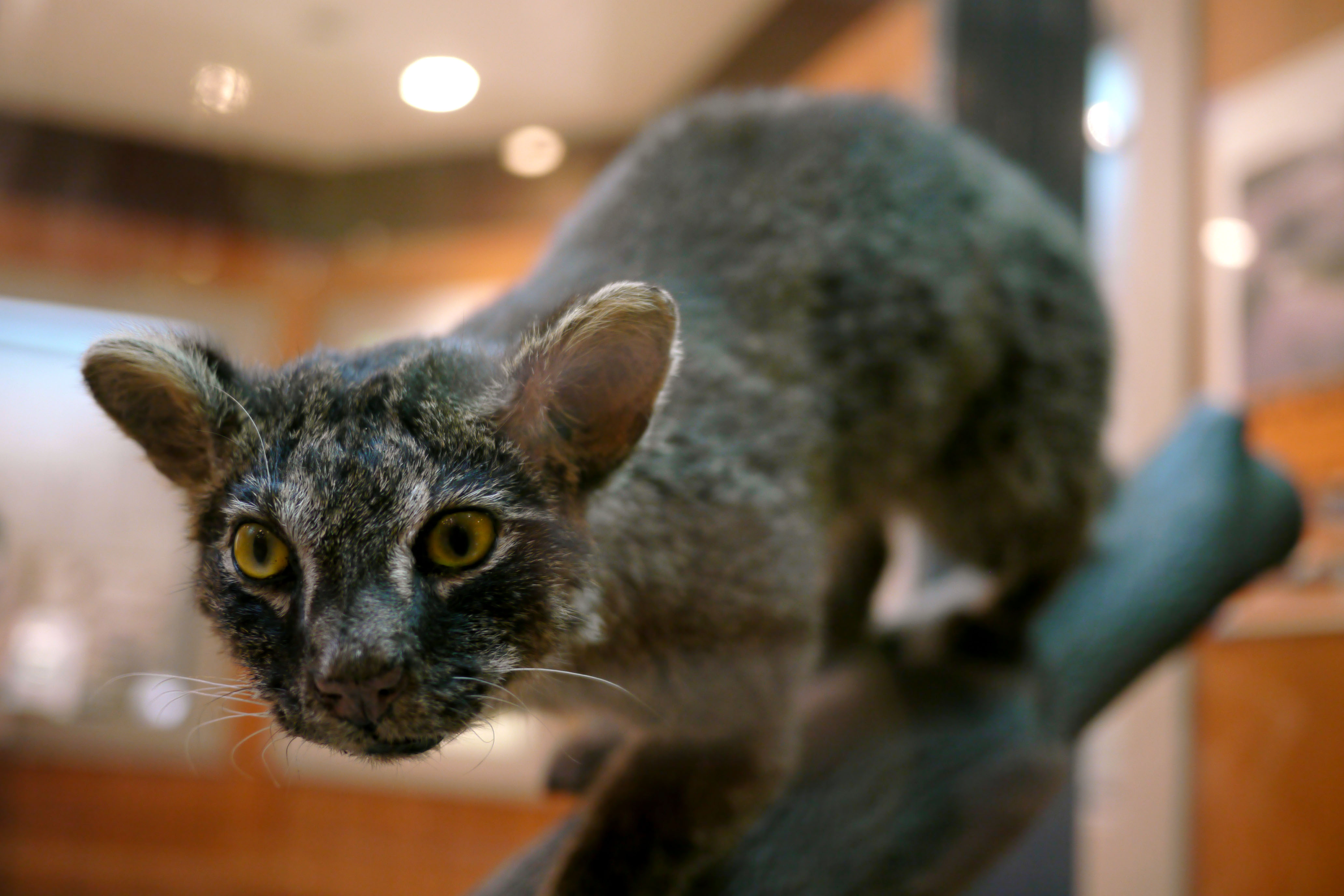
推定年齢15年1ヶ月で亡くなった「よん」の剥製（西表野生生物保護センター）

野生下での寿命は推定で7-8年、飼育下の寿命は8-9年である。しかし今泉(1994)は交通事故死や罠などによる人為的な影響を考え合わせると、4-5歳であるかもしれないとしている。1979年6月14日に親ネコとはぐれて生後約5週齢で保護されたオスの個体「ケイ太」は、沖縄こどもの国動物園で飼育され、老衰で死ぬまで13年間生き、推定年齢は13年2ヶ月とされる。国立科学博物館で飼育されたメスの個体の年齢は推定で9歳7ヶ月と見られる。1996年8月6日に交通事故に遭い保護されたオスの個体「よん」は、環境省西表野生生物保護センターで飼育期間最長となる14年8ヶ月飼育され、推定年齢は最高齢となる15歳1ヶ月とみられる。

## 発見の経緯
イリオモテヤマネコの発見は1965年の戸川幸夫、記載は1967年に当時の国立科学博物館動物部長であった今泉吉典による。
西表島に野生ネコがいることは以前から現地では知られており、「ヤママヤー」（山にいるネコ）、「ヤマピカリャー」（山で光るもの）、「メーピスカリャー」（目がぴかっと光るもの）などと呼称して、「ピンギマヤー」と呼ぶ野良猫や、単に「マヤー」やあるいは「マヤグヮー」と呼ぶ飼い猫とは区別していた。一方で、飼い猫が野生化した野猫ではないかとも考えられていた。沖縄がアメリカの占領下にあった頃に、アメリカの大学による総合調査が行われたが、その時もイリオモテヤマネコの発見には至らなかった。

### 標本の入手まで
1962年にこれらの情報を基に琉球大学の高良鉄夫が幼獣を捕獲したが、成獣の標本は入手できなかった。1964年には早稲田大学探検部の高野凱夫がヤマネコが生息しているという噂を今泉らに伝えた。沖縄の本土復帰に先立つ1965年2月、八重山を訪れることになった動物文学作家の戸川幸夫が、那覇市で琉球新報の記者から「西表島ではヤマネコがいるという噂がある」ことを聞いた。戸川はこれをよくあるヤマイヌ（ニホンオオカミ）発見談のようなものであり、飼い猫が野生化したものであると考えたが、知人であった高良に相談したところ、彼はその噂を知っており、しかも一定の信頼性が感じられることを説明した上で、戸川に証拠集めを依頼した。戸川は当時担当していた記事の取材を兼ね西表島に渡り、ヤマネコの情報の入手や標本の収集に奔走した。しかし西表島では食糧不足のため捕獲されたヤマネコは焼いて汁にして食べるか、捨てていたためにヤマネコの標本の入手は容易ではなかった。その後、島の西部にある網取部落を訪れた際に、高良に師事していた中学校の教師が、イノシシ用の罠で捕獲されたヤマネコの死体を入手し、皮を高良に送り、その他は埋めたことを聞きつけ、戸川らはこれを掘り起こし、頭骨を入手した。また網取部落付近で手に入れた2個の糞を発見している。同時に、浦内川沿いにあるイナバ部落の漁師が皮を保管しており、これも手に入れた。この3つの標本を手に再び琉球大学の高良のもとを訪れ、網取部落の中学校教師が高良に送ったヤマネコの皮を入手し、これらの標本を国立科学博物館の今泉のもとに送り、日本哺乳動物学会に鑑定を依頼した。1965年3月14日に日本哺乳動物学会において、これらの標本の鑑定がなされた。鑑定の結果、新種もしくは新亜種らしいということにはなったが、標本が足りなく、完全な標本もしくは生体の入手が求められた。この発表の後も、哺乳動物学会員の中には、単なる奇形であるか、もしくは過去に船乗りが海外産のヤマネコを西表島に放したものであると考えるものもいた。

### 生体の捕獲から発表まで

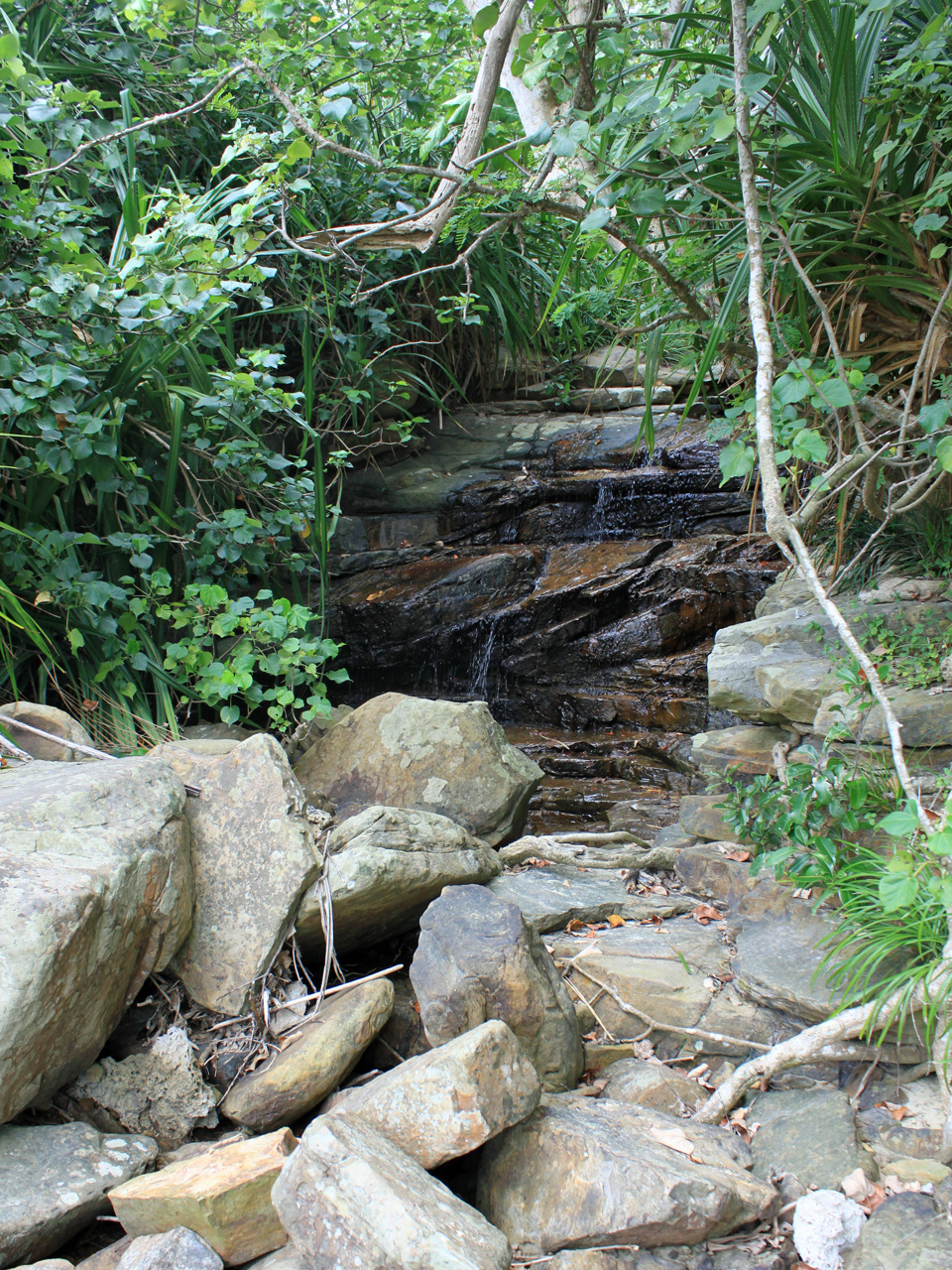
タイプ標本が発見された南風見田の浜の小さな滝

1965年6月に戸川は、生態情報の収集や、完全な標本の入手、生け捕りを目標とし、再び高良とともに西表島を訪れた。この時に戸川らは、生け捕りをするために箱罠やマタタビを持ち込んでいる。しかし、猟師によって捕らえられるのは多くて年に1、2頭であったことや、生息個体数がさほど多くはないと推定していたため、戸川はヤマネコを生け捕りできることには期待はしていなかった。これに先立つ1965年5月5日に、島南部の南風見田の浜にある、通称“マーレー”と呼ばれる小さな滝の下で、遠足にきていた大原中学校の生徒がけがをして弱っているオスを発見し、引率の教諭が捕獲した。別の教諭がこの個体の皮をホルマリン標本に、頭骨や骨格を木箱に入れ学校の裏に埋め、後に戸川らにより掘り起こされ、この個体がイリオモテヤマネコのタイプ標本となった。その後も、由布島で砕けた幼獣の頭骨を手に入れ、今泉により復元されている。また、戸川はこの調査時に、イリオモテヤマネコよりも大きいオオヤマネコ（後述）の噂を聞きつけ、調査を行っている。戸川は帰京前に、ヤマネコに生体は100ドル、死体は30ドルなどと懸賞金をかけ、竹富町長や八重山毎日新聞の協力を得て、西表島の掲示板などで告知した。なおこの時、オオヤマネコにも生体には200ドル、死体には100ドルの懸賞金をかけている。この調査では、2体分の全身骨格、頭骨2つ、毛皮3枚などを持ち帰った。この毛皮の内1枚は大原中学校の学生らが捕獲した個体のもので、ヤマネコのものと鑑定されたが、由布島で手に入れたものは標本が小さく鑑定は保留され、残りの石垣島で手に入れた1枚はイエネコのものと鑑定された。
1966年1月に仲間川流域でイノシシ罠で捕獲されたヤマネコの死体が、琉球大学の高良のもとに送られているが、その後しばらくは捕獲されたという情報は入らなかった。1966年12月に仲間川中流域で猟師である黒島宏により、オスの成獣が生け捕られたが、これは直後に逃げられた。しかし、そのすぐ後に再び黒島が別のオスを捕獲した。同年1月15日には、仲間山付近でメスの若い個体が捕獲された。報奨金については国立科学博物館の庭園の修繕費を回すことになったが、捕獲した猟師や地元の人々は1頭に付き1000-3000ドル程度を期待していた。しかし、営林署長の説得により、日当及び礼金として予算内での謝礼金を支払っている。一方、時の竹富町長は日本政府南方連絡事務所や琉球政府に掛け合い、昭和天皇へこの2頭のヤマネコを献上し、西表島の名を広めかつ、産業開発の促進をすることを目的に、那覇市へと渡った。と同時に、竹富町役場は、琉球政府から飼育許可を得ていることを理由に、国立科学博物館職員の手からヤマネコを取り上げ、役場へと持ち帰った。結局、戸川の新聞社への働きかけや、今泉の文部省（当時）を通じた琉球政府や南方連絡事務所への働きかけにより、南方連絡事務所は天皇への献上手続きを拒否し、琉球政府は竹富町長を説得し、最終的に国立科学博物館へと運ばれることが決定した。
この2頭は、1967年3月20日に東京・羽田空港へと空輸された。翌日には今泉吉典宅にしばらく飼育され、発見者である戸川幸夫宅で国立科学博物館の委託を受け約2年間飼育され、生態が観察された。その後、国立科学博物館に移され生態が観察され、オスは1973年4月25日に、メスは1975年12月13日に死亡した。オスの皮は仮剥製に、血は染色体研究用に、その他の体は液浸標本に、メスは本剥製にされ、展示されている。
1967年5月に発行された哺乳類動物学雑誌の第3号・第4号で、ネコ科内でも原始的な分類群であるメタイルルス属 Metailurus に近縁な新属新種として英文で発表された。旧属名 Mayailurus は、前半の maya は生息地である西表島での方言でネコを意味し、-ailurus は古代ギリシャ語でネコを意味する。iriomotensis は「西表の」という意味である。和名は、今泉は発見者の戸川の名を取って、トガワヤマネコと名付けるよう提案したが、戸川はこれを辞退し、ツシマヤマネコに倣い発見地の西表島の名前を取って名付けるよう提案をし、高良の賛成もあって、イリオモテヤマネコと名付けられた。

### ヤマピカリャー
一般には、現地でヤマピカリャーなどと呼ばれてきたネコ科動物は、イリオモテヤマネコであったと考えられている。しかし体長がイエネコの倍ほど、尾が約60センチメートルほどで、イリオモテヤマネコとは模様の違う大型のネコ科動物が現地の人によって幾度か目撃されている。この“大ヤマネコ”はヤマピッカリャー（新城島）、クンズマヤー（祖納地区）、トウトウヤー（古見地区）などと呼ばれて、イリオモテヤマネコやイエネコ（野良猫）とは区別されてきた。1965年には戸川が地元猟師の話を受け、猟師が数ヶ月前に虎毛のオオヤマネコを殺し、死体を捨てたという南風見を調査している。10日前までは白骨化してそこにあったと言うが、折からの雨により流失していた。その猟師は寸法を計測しており、肩高は大人の膝くらい、尾長は約60センチメートル、全長はイエネコの2倍ほどであり、イリオモテヤマネコのようなヒョウ柄ではなく、緑がかった虎毛であったという。
1982年6月2日の読売新聞には、ヤマピカリャーの目撃談の記事があり、長年イノシシ猟をしている猟師がテドウ山にかけての山中で10回にわたり目撃しうち1回は捕らえて食べているほか、子連れのヤマピカリャーの目撃談も寄せられている。その後も目撃談は存在し、例えば2007年9月14日には魚類の研究のために滞在中の秋吉英雄島根大学教授によって、イリオモテヤマネコより大型で尾が長く斑紋を持つ動物が、島内でも人跡まれな南西部の崎山半島で目撃されたことが伝えられている。一方、今泉(1994)は、地元猟師が保有していた、“大ヤマネコ”とされる頭蓋骨を見聞したところ、実際はイエネコであったという。
一般に体の大きさと行動圏の広さは比例し、体の大きさが大きいほど行動圏も広くなる。一般的にイリオモテヤマネコの行動圏は6.5平方キロメートルほどであるが、目撃されているオオヤマネコの大きさから考えると行動圏は約30平方キロメートルの行動圏が必要となり、面積が約290平方キロメートルの西表島には、10頭弱のオオヤマネコしか生息できない計算となる。

## 人間との関係
開発による生息地の破壊、イヌによる捕食、交通事故、イノシシ用の罠やカニ罠による混獲などにより生息数は減少している。第2次調査（1982-84年）における生息数は83-108匹で、第3次調査（1992-93年）では99-110匹、第4次調査（2005-07年）では100-109匹と推定されている。第3次調査時における推定個体数は、第4次調査と同じ推定方法を用いると108-118匹と推定され、個体数は減少していると考えられている。

### 保全状態評価
国際自然保護連合(IUCN)による保全状態の評価では、種ベンガルヤマネコ (P. bengalensis) は、Least concern（軽度懸念）に分類されている。一方で亜種イリオモテヤマネコ (P. b. iriomotensis) は当初は Endangered（絶滅危惧IB類）に分類されていたが、2008年の査定では西表島でしか確認されていないことや個体数が減少を続けていることなどから、Critically endangered（絶滅危惧IA類）に分類されている。
CRITICALLY ENDANGERED (IUCN Red List Ver. 3.1 (2001))
琉球政府（当時）指定の天然記念物に指定されていた。沖縄の本土復帰に伴い、1972年5月15日に国指定の天然記念物に指定され、1977年3月15日に特別天然記念物、1994年に種の保存法により国内希少野生動植物種に指定された（1月28日政令公布、3月1日施行）。環境省のレッドリストでは当初は絶滅危惧IB類に分類していたが、2007年のレッドデータの見直しにより、絶滅危惧IA類に再評価された。

絶滅危惧IA類 (CR)（環境省レッドリスト）

### 行政の対応

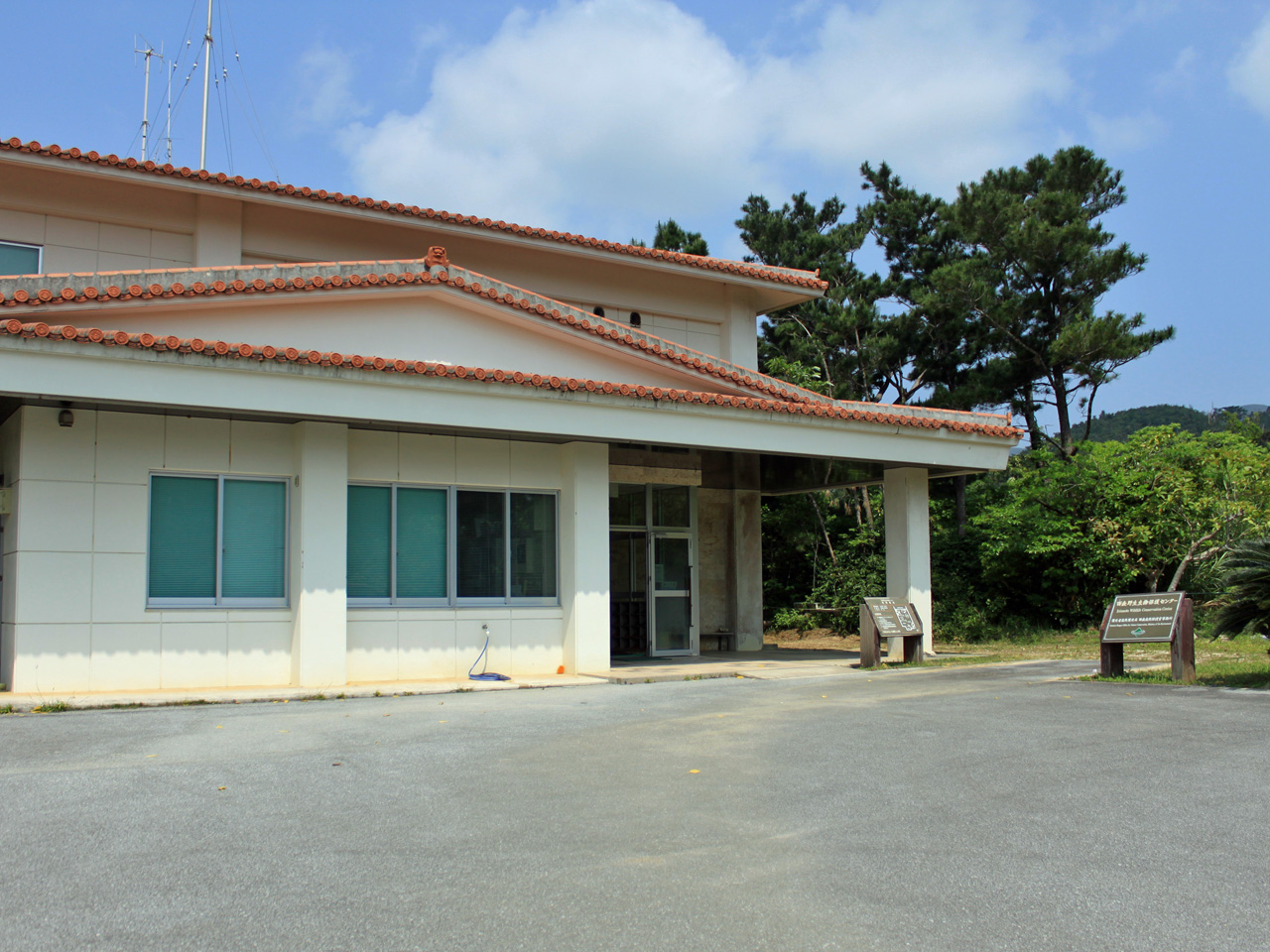
西表野生生物保護センター

1977年にイギリスのエディンバラ公より当時の皇太子に宛ててイリオモテヤマネコの保護を訴える手紙が寄せられたが、この手紙の付属報告書（ライハウゼン博士によるもの）にこれ以上の移住及び開墾の禁止提案などがあった。これに対し皇太子はイリオモテヤマネコの保護と地元住民の生活が両立できるような方法で保護活動が行われることが望ましいと答え、当時の首相である福田赳夫も鳥獣保護区の設置の検討を伝えた上で、エディンバラ公の日本の野生動物問題に関する関心に謝意を述べている。
1972年に国立科学博物館がイリオモテヤマネコの生態調査の下見を、1973年11月には世界野生生物基金（当時）及び環境庁（当時）が合同でイリオモテヤマネコの生態調査の予備調査を行い、1974年から環境庁による3年間のイリオモテヤマネコ生息状況等総合調査が行われた。その後も、1982-84年に第2次調査、1992-93年に第3次調査、2005-07年に第4次調査が行われた。
1979年に環境庁（当時）がイリオモテヤマネコへの3年間の給餌作戦を開始し、幼獣生存率の上昇を図っている。しかし、このような給餌活動には、批判的な意見もある。
発見以来、様々な生態調査が行われており、現在も、イリオモテヤマネコの生息状況を把握するため、自動撮影調査、ラジオ・テレメトリー調査、ウイルス感染の有無を確認する臨床病理調査、糞や食痕を確認する痕跡調査、住民や観光客の目撃情報をとりまとめる目撃情報調査などが行われている。
イリオモテヤマネコの生息域の一部は1972年4月18日に西表政府立公園（同年5月15日の沖縄返還にともない西表国立公園となった）に指定されたほか、1991年3月には11,584.67 ha （約115.84 km2）の「西表島森林生態系保護地域」が設定され、地域内の自然環境保護が図られている。しかし、これらの保護区はイリオモテヤマネコの生息地に適しているとされる標高200メートル以下の地域を十分には含んでいない。1995年には保護増殖事業・調査研究の実施・普及啓発等の業務を統合的に推進するための拠点施設である「西表野生生物保護センター」が設置された。
1972年の沖縄返還以来、本土資本による開発が進み、特に1977年の島を半周する県道215号白浜南風見線の全線開通以降、毎年数頭のイリオモテヤマネコが交通事故にあっている。環境省や沖縄県、竹富町などにより道路標識や動物用トンネル、ゼブラゾーン（振音舗装）、幅広側溝、片勾配側溝の設置などの保護対策が進められている。一方で、イリオモテヤマネコをはじめとする西表島の貴重な生態系を守る取り組み、例えば土地改良事業などの土地開発の制限などに異を唱える住民も少なくない。

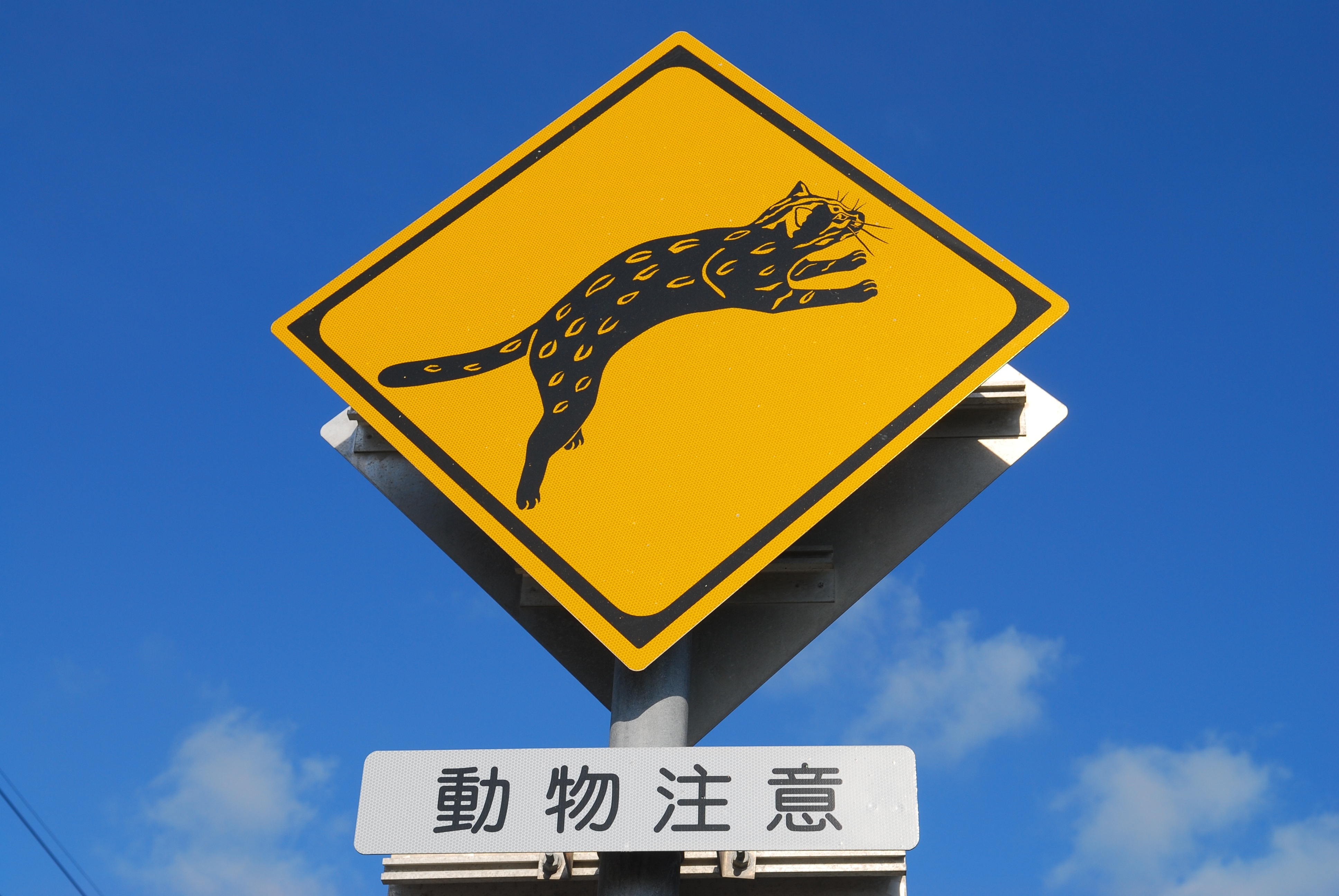
イリオモテヤマネコの絵が描かれている道路標識
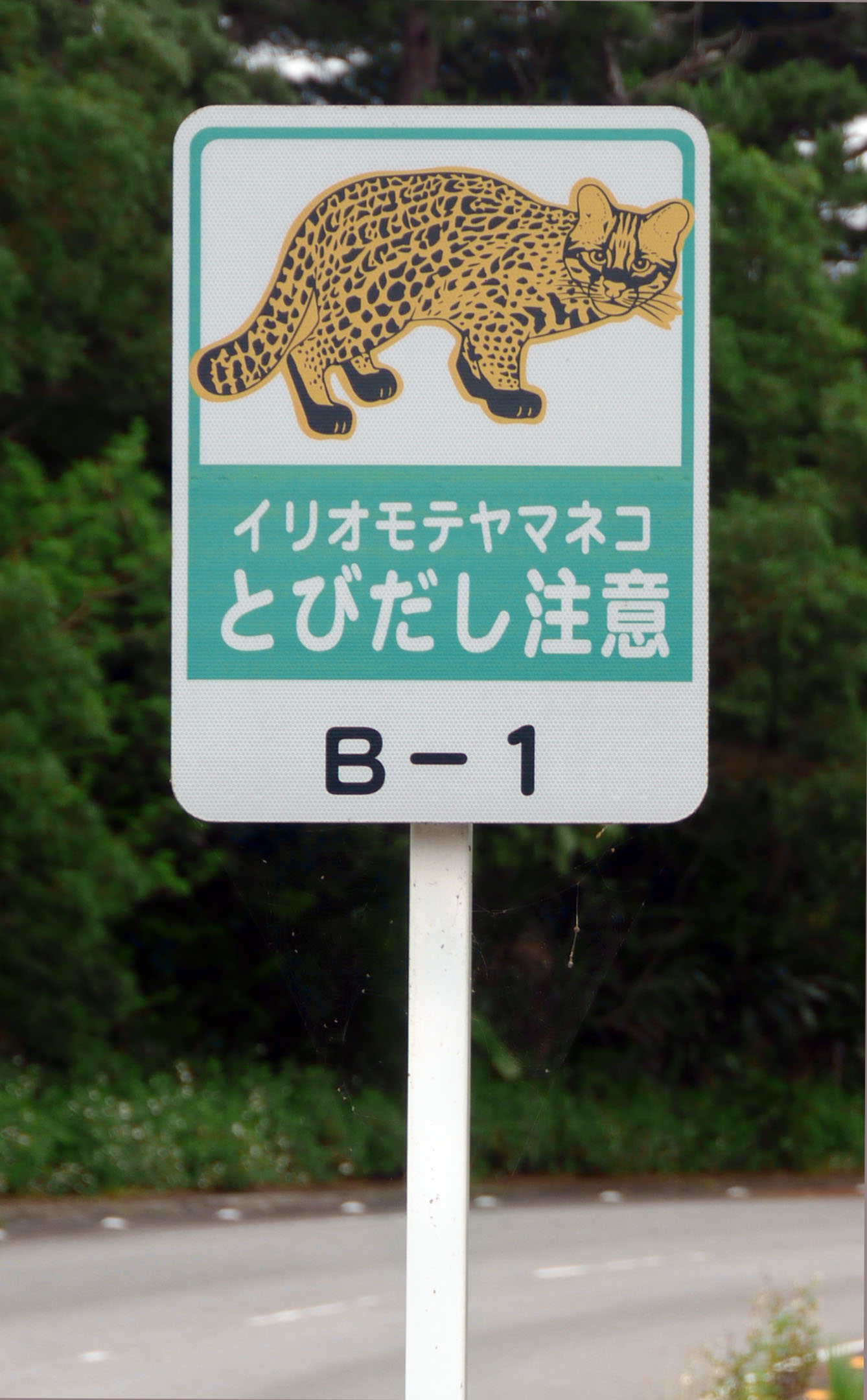
飛び出し注意を呼びかけるための看板。目撃情報用に通し番号が振られている
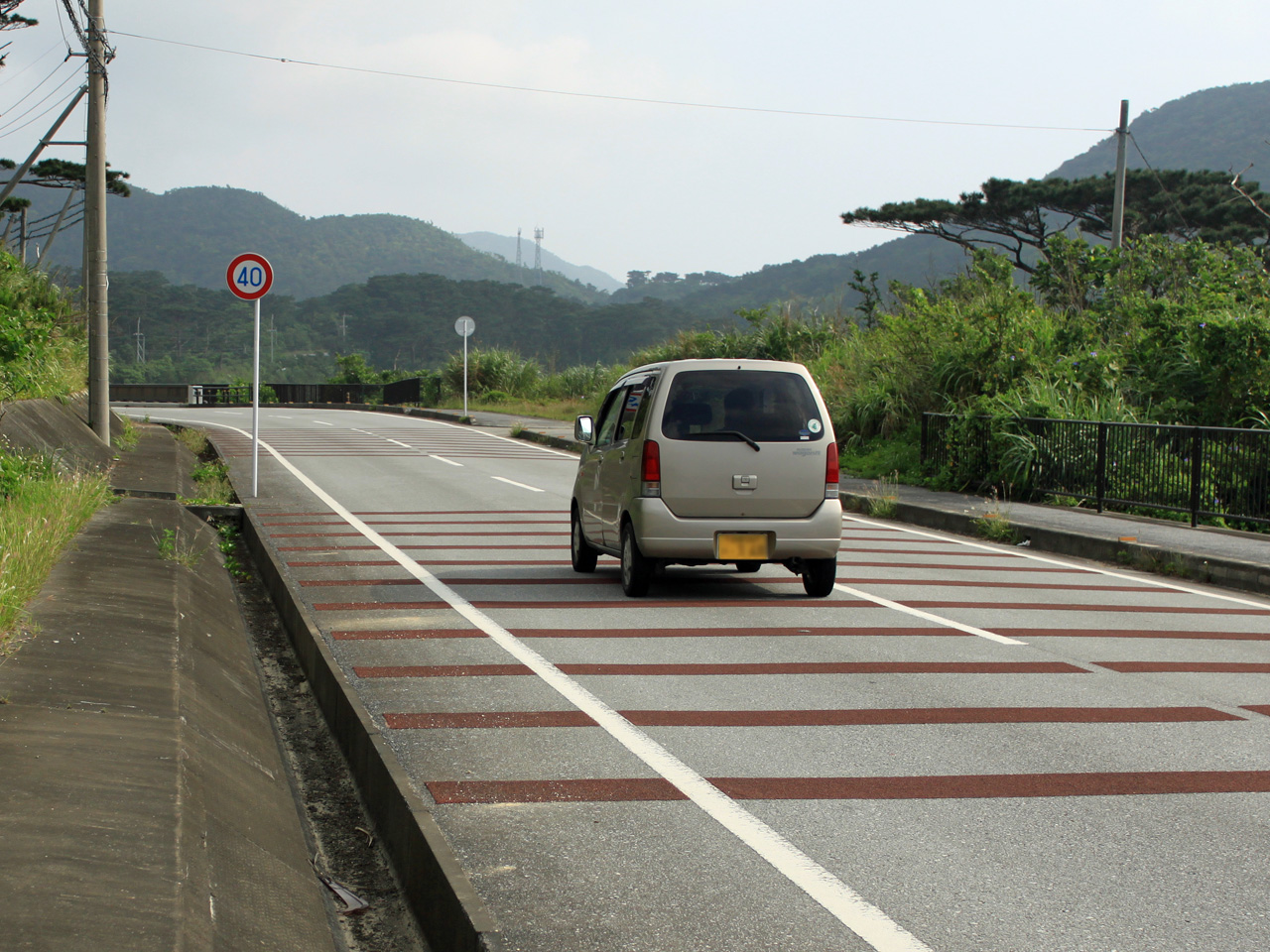
ゼブラゾーン及び片勾配側溝。ゼブラゾーンを車が通行すると音がして、ヤマネコに車の存在を知らせることができる

### 生物間の問題
上記のような交通事故など、開発に伴う原生林の伐採、湿地の開発といった人間の手による自然環境の改変と並んで、飼い猫や野良猫との競合や伝染病の伝播、交雑による遺伝子汚染や、イヌによる捕食などが懸念されている。特に懸念される要因は飼い猫が野生化・半野生化した野良猫の存在であり、食物を奪い合う競合関係による圧迫、野良猫との接触による猫免疫不全ウイルス感染症（いわゆるネコエイズ）をはじめとする感染症、これまでのモニタリングでは検出されていないが交雑による純血個体の減少が懸念されている。
1999年6月に野生生物保護センターなどによる飼い猫や野良猫50匹とイリオモテヤマネコ23匹を対象とした調査で、イリオモテヤマネコからは猫免疫不全ウイルス感染症の原因となる猫免疫不全ウイルス（FIV）は検出されなかったが、飼い猫や野良猫3匹からFIVが検出された。イリオモテヤマネコへの感染が懸念されたため、翌2001年に竹富町では飼い猫の登録を義務づける「ネコ飼養条例」が制定され、さらに2008年6月には飼い猫のウイルス検査や予防接種、避妊・去勢手術、マイクロチップの埋め込みの義務化や飼育頭数の制限など厳しい内容に改正されている。さらに耳腺などから強い毒液を分泌するオオヒキガエルが島に入り込んでいることが判明し、西表島へのさらなる侵入や定着を防ぐために、2008年から石垣島で市民参加の駆除活動が行われている。

### ご当地キャラ「ピカリャ〜」
2010年7月30日に竹富町観光協会はデザインの公募を経て、当時古見小学校の6年生が応募したデザインを採用し、イリオモテヤマネコをモチーフとしたマスコットキャラクターを作成した。胸の模様には竹富町に属する島が描かれている。名前も公募を経て、2010年8月31日に石垣市在住の市民が応募したヤマピカリャを参考にした名前である「ピカリャ〜」が採用された。